# 唐州
唐州（とうしゅう）は、中国にかつて存在した州。唐代から明代にかけて、現在の河南省駐馬店市と南陽市にまたがる地域に設置された。

## 概要
621年（武徳4年）、唐により淮安郡が顕州と改められた。635年（貞観9年）、顕州は唐州と改称された。742年（天宝元年）、唐州は淮安郡と改められた。758年（乾元元年）、淮安郡は唐州と改称された。唐州は山南東道に属し、比陽・慈丘・桐柏・平氏・湖陽・方城・泌陽の7県を管轄した。906年（天祐3年）、朱全忠により唐州の州治は泌陽県に移され、唐州は泌州と改められた。
五代の後唐により泌州は広州と改称され、後晋により広州は泌州と改められた。後漢により泌州は唐州と改称された。
宋のとき、唐州は京西南路に属し、泌陽・湖陽・比陽・桐柏・方城の5県を管轄した。
1128年（天会6年）、金の抜離速が唐州を奪った。唐州は南京路に属し、泌陽・比陽・湖陽・桐柏の4県と胡陽・羊棚・羅渠・許封の4鎮を管轄した。
1266年（至元3年）、モンゴル帝国により湖陽・比陽・桐柏の3県が廃止され、唐州は泌陽県1県のみを管轄するようになった。1271年（至元8年）、申州が南陽府に昇格すると、唐州は南陽府に属した。
1369年（洪武2年）、明により泌陽県が廃止され、唐州に編入された。1380年（洪武13年）、唐州が廃止され、再び泌陽県が立てられた。